# Mohamed Tozy
Mohamed Tozy, né le 19 juillet 1956 à Casablanca, est un universitaire marocain, professeur de science politique. 

## Biographie
Les recherches de Mohamed Tozy portent sur  la sociologie du religieux et des systèmes politiques du monde arabe — plus particulièrement les questions politico-religieuses et de l'islamisme dans le Maroc contemporain — et l'anthropologie du monde méditerranéen.
Mohamed Tozy a soutenu un doctorat d'État à l'université d'Aix-Marseille III en 1984. Il enseigne les sciences politiques depuis le milieu des années 1970 : au Maroc, à l'université Hassan II de Casablanca (faculté des lettres et des sciences humaines) depuis 1976, et en France à l'Institut d'études politiques de l'université d'Aix-Marseille depuis 2007. Il est aussi membre fondateur de l’association Targa-Aide , reconnue d’utilité publique et œuvrant pour le développement social et territorial des zones rurales enclavées, et expert-consultant auprès d'organismes internationaux,, et directeur de l'École de gouvernance et d'économie de Rabat depuis 2013.

## Fonctions politiques
À la suite des manifestations du Mouvement du 20 février, il est nommé membre de la Commission consultative de révision de la Constitution, constituée en mars 2011 par Mohammed VI. 
En 2019, il est désigné membre de la Commission spéciale sur le modèle de développement par le roi du Maroc. 

## Ouvrages publiés
- Du tyrannicide à la Munadara : Les Voies islamiques du refus, Association française de science politique, 1984, 25 p.
- La Maison d'Iligh et l'Histoire sociale du Tazerwalt, Rabat, SMER, 2004, 223 p. (coauteurs : Paul Pascon et al.)
- avec Hassan Benaddi, Mohamed El Ayadi, Hammadi Safi et al.), Penseurs maghrébins contemporains, Casablanca, Eddif, 1993 (réimpr. 1997), 279 p. (ISBN 2-908801-41-8)
- Les Modes d'appropriation : Gestion et conservation des ressources entre le droit positif et communautaire au Maghreb, CRDI, 1994, 24 p.
- avec Miloudi Hamdouchi, Le Régime juridique de l'enquête policière : Étude critique, vol. 10, Rabat, Éditions maghrébines, coll. « Publications de la REMALD », 1999, 176 p.
- Monarchie et islam au Maroc, Paris, Presses de Sciences Po, coll. « Références académiques », 1999 (réimpr. 1999), 303 p. (ISBN 2-7246-0801-1)
- avec Mériem Hamimaz et Konrad-Adenauer-Stiftung, Élections et communication politique dans le Maroc rural : Une investigation dans une région du Moyen Atlas (Ribat el Kheir), Casablanca, Najah El Jadida, 2003, 215 p.
- avec Abdelhay El Moudden et Hassan Rachik, La Réalité du pluralisme au Maroc, Salé/Rabat, Fondation Abderrahim Bouabid/Friedrich Ebert Stiftung (Cercle d'analyse politique), coll. « Les cahiers bleus » (no 2), décembre 2004, 39 p. (ISSN 1113-8823, lire en ligne)
- avec Ali Bouabid, Larabi Jaïdi, Mohamed Benchaaboun et Nasr Hajji, Régulation et État de droit, Salé/Rabat, Fondation Abderrahim Bouabid/Friedrich Ebert Stiftung (Cercle d'analyse politique), coll. « Les cahiers bleus » (no 4), avril 2005, 68 p. (ISSN 1113-8823, lire en ligne)
- avec Dionigi Albera, La Méditerranée des anthropologues : Fractures, filiations, contiguïtés, Paris, Maisonneuve et Larose, coll. « L'Atelier méditerranéen », 2005, 385 p. (ISBN 2-7068-1915-4 et 9782706819155)
- avec Hassan Rachik, Usages de l'identité amazighe au Maroc, Casablanca, Najah El Jadida, 2006, 250 p.,prix de l'IRCAM en 2006
- avec Mohammed El Ayadi et Hassan Rachik, L’Islam au quotidien : Enquête sur les valeurs et les pratiques religieuses au Maroc, Rabat, Marsam/Prologue, coll. « Religions et société », 2007, 272 p. (ISBN 978-9954-0-2038-8 et 9954-0-2038-1, lire en ligne), prix Grand Atlas de l'essai en 2009
- Élections au Maroc : Entre partis et notables (2007-2009), Casablanca, Centre marocain des sciences sociales/Fondation Konrad Adenauer, 2010, 391 p. (présentation en ligne)
- avec Michel Peraldi, Casablanca : Figures et scènes métropolitaines, Rabat/Paris/Casablanca, Karthala, coll. « Hommes et sociétés », 2011, 364 p. (ISBN 978-2-8111-0456-6 et 2-8111-0456-9)

## Distinctions
En 2006, Mohamed Tozy a obtenu le prix de la Culture amazighe dans la catégorie « Pensée », et en 2009, le prix Grand Atlas dans la catégorie « Essai ».